# Johannes Fettel
Johannes Fettel (* 17. September 1902 in Bürstadt; † 3. Januar 1987) war ein deutscher Wirtschaftswissenschaftler und Hochschullehrer.

## Leben
Fettel war ein Sohn des Philipp Fettel, Facharbeiter bei der Heinrich Lanz AG in Mannheim, und dessen Ehefrau Maria, geb. Giegerich. Nach dem Schulbesuch war er 1922 als kaufmännischer Volontär bei Lanz in Mannheim beschäftigt. Im Wintersemester 1922/23 begann er mit dem Studium an der Handelshochschule Mannheim, das er mit der Diplomprüfung als Handelslehrer abschloss. Im Wintersemester 1926/27 wechselte er an die Universität Heidelberg, zum Sommersemester 1928 nach Tübingen. Hier wurde er im August 1930 mit einer Arbeit über Die Getreide- und Brotversorgung der freien Reichsstadt Esslingen von 1930–1802 zum Dr. rer. pol. promoviert. Seit dem Studium gehörte er dem Corps Rheno-Nicaria Mannheim (1933–1935 Burschenschaft Hubertia-Rheno-Nicaria Heidelberg in der DB) an.
Fettel trat zum 1. Mai 1937 der NSDAP bei und schloss sich auch der SA an. Von 1938 bis 1942 war er Lehrbeauftragter an der Universität Tübingen, zugleich auch an der Technischen Hochschule in Stuttgart. 1952 habilitierte er sich in Tübingen mit der Habilitationsschrift Marktpreis und Kostenpreis. Am 2. August 1952 erhielt er die Venia legendi und wurde Privatdozent. 1955 wurde er außerordentlicher Professor an der Universität Heidelberg. 1956 erhielt er einen Ruf als ordentlicher Professor für Allgemeine Betriebswirtschaftslehre und Direktor des Seminars für Wirtschaftsprüfung und Steuerwesen an die Universität Hamburg. 1957/58 war er Dekan, 1958/59 Prodekan der Wirtschafts- und Sozialwissenschaftlichen Fakultät. 1969 bis 1970 war er zugleich mit der Wahrnehmung der Aufgaben des Direktors des Instituts für Genossenschaftswesen beauftragt, 1970 desgleichen für das Seminar für Wirtschaftsprüfung und Steuerwesen. 1970 wurde er emeritiert.
Von 1960 bis 1962 war Fettel stellvertretender Vorsitzender des Verbands der Hochschullehrer für Betriebswirtschaft.

## Veröffentlichungen
- Marktpreis und Kostenpreis (Meisenheim am Glan: Westkulturverlag, 1954; 2. Auflage 1957)
- mit Hanns Linhardt (Hrsg.): Der Betrieb in der Unternehmung. Festschrift für Wilhelm Rieger zu seinem 85. Geburtstag (Stuttgart: Kohlhammer, 1963)
- (als Hrsg.): Wilhelm Rieger – Erinnerungen und Dokumente aus 50 Jahren seines Wirkens (1968)